# Постоянное представительство России при СНГ
Постоянное представительство Российской Федерации при уставных и других органах Содружества Независимых Государств — дипломатическое представительство Российской Федерации, входит в систему Министерства иностранных дел Российской Федерации.
Создано Постановлением Правительства Российской Федерации от 11 июня 1996 года № 694 «О Постоянном представительстве Российской Федерации при уставных и других органах Содружества Независимых Государств» на основе решений Совета глав государств — участников Содружества от 24 сентября 1993 года «О постоянных полномочных представителях государств — участников Содружества Независимых Государств» и от 24 декабря 1993 г. «Об утверждении Положения о постоянных полномочных представителях государств — участников Содружества при уставных и других органах Содружества».
Представительство находится при Исполнительном комитете Содружества Независимых Государств по улице Кирова, 17 в Минске.

## Основные функции Представительства
Представительство осуществляет представление и защиту интересов Российской Федерации в уставных и других органах Содружества; собирает информацию о деятельности органов Содружества, информирует в установленном порядке Президента Российской Федерации, Правительства Российской Федерации, Министерства иностранных дел Российской Федерации и других федеральных органов исполнительной власти по вопросам деятельности Содружества, готовит предложения по вопросам участия Российской Федерации в Содружестве (в том числе в деятельности уставных и других органов Содружества); выполняет поручения Президента Российской Федерации, Правительства Российской Федерации, Министерства иностранных дел Российской Федерации, а также согласованных с этим Министерством заданий и запросов других федеральных органов исполнительной власти; поддерживает официальные контакты с Исполнительным комитетом Содружества, постоянными представителями (постоянными представительствами) государств — участников Содружества при уставных и других органах Содружества, органами государственной власти, общественными объединениями, деловыми, культурными и научными кругами, средствами массовой информации государства пребывания по вопросам, относящимся к компетенции Представительства; участвует в подготовке и проведении визитов должностных лиц и официальных делегаций Российской Федерации, связанных с проведением мероприятий в рамках Содружества; ведёт переговоры и участвует в разработке проектов многосторонних международных договоров в рамках Содружества; анализирует деятельность уставных и других органов Содружества, состояния и основных тенденций развития политического, экономического, научно-технического и иных направлений сотрудничества государств — участников Содружества; содействует осуществлению целей и принципов Содружества, реализации принятых в рамках Содружества решений и заключенных многосторонних международных договоров; представляет в установленном порядке информации о деятельности органов Содружества органам государственной власти Российской Федерации и субъектов Российской Федерации, российским учреждениям и организациям, получение в установленном порядке от этих органов, учреждений и организаций документов, справочных и иных материалов, необходимых для решения вопросов, относящихся к компетенции Представительства.

## Постоянные представители
| Постоянный представитель    | Годы жизни | Дата назначения на должность | Номер указа | Дата снятия с должности                                 | Номер указа |
| --------------------------- | ---------- | ---------------------------- | ----------- | ------------------------------------------------------- | ----------- |
| Воробьёв, Вячеслав Петрович | 1937—2015  | 11 декабря 1996              | № 1662      | 22 июля 2003                                            | № 822       |
| Белов, Евгений Владимирович | 1942—2015  | 28 июля 2003                 | № 845       | 14 июля 2009                                            | № 802       |
| Копейко, Сергей Борисович   | 1956—2009  | 14 июля 2009                 | № 803       | из-за скоропостижной смерти к обязанностям не приступил | —           |
| Громыко, Игорь Анатольевич  | 1954—      | 28 декабря 2009              | № 1508      | 3 февраля 2014                                          | № 51        |
| Шведов, Андрей Владимирович | 1957—      | 3 февраля 2014               | № 52        | 17 августа 2018                                         | № 486       |
| Грозов, Андрей Юрьевич      | 1961—      | с 17 августа 2018            | № 487       |                                                         |             |